# ESSA–9
ESSA–9 (TOS–G) amerikai meteorológiai műhold. Önálló szolgálatával az ESSA–1, ESSA–2, ESSA–3, ESSA–3, ESSA–4, ESSA–5,ESSA–6,  ESSA–7 és az ESSA–8 működését segítette.

## Küldetés
A TIROS televíziós és infravörös katonai megfigyelő műholdakat váltotta. Célja, hogy az amerikai Országos Meteorológiai Központ megbízásából nappali időszakban, folyamatos képeket készítsen a felhőzetről és a Föld felszínéről. Közel négyéves szolgálata alatt, a TIROS műholdak adatszolgálatának dupla mennyiségével segítette a meteorológiai előrejelzést. Adatszolgáltatását (polgári és katonai) világszerte, 45 országban 300 fogadó állomás használhatta. A korszerűsített NIMBUS műhold felépítése adta a polgári változat létrehozását.

## Jellemzői
Építette az RCA Astro Electronics, üzemeltette az ESSA (Environmental Science Services Administration), az Egyesült Államok Időjárás Elnöksége és az Országos Meteorológiai Központ.
Megnevezései: ESSA–9; COSPAR: 1969-016A;  Environmental Science and Services Administration (ESSA–9); Television and Infra Red Observation Satellite/Television  Operational Satellite (TOS-G);  Television and Infra Red Observation Satellite (Tiros19). Kódszáma: 3764.
1969. február 26-án a Cape Canaveral (KSC) Kennedy Űrközpontból, a LC–17B (LC–Launch Complex) jelű indítóállványról egy háromgokozatú Thor Delta hordozórakétával juttatták alacsony Föld körüli pályára (LEO = Low-Earth Orbit). Az orbitális egység pályája 115,21 perces, 101,99 fokos hajlásszögű, elliptikus pálya perigeuma 1432 kilométer, az apogeuma 1512 kilométer volt.
Alakja 18 oldalú sokszög,  átmérője 42, magassága 22 centiméter. Teljes tömege 912, műszerezettsége (vezérlők, telemetria, energiaellátás) 304 kilogramm. A test alumínium ötvözetből és rozsdamentes acélból készült. Az űreszköz felületét napelemek (9100 napelemlap) borították, éjszakai (földárnyék) energia ellátását 63 nikkel-kadmium akkumulátorok biztosították. A Föld mágneses teréhez igazodó, mágnesesen – Magnetic Attitude Spin- Coil (MASC) – forgás stabilizált (9.225 rpm) műhold. A TIROS 9 operációs rendszerét alkalmazták. Műszerezettsége: fejlett videokamera – Advanced Vidicon Camera System (AVCS); földmegfigyelés – Flat Plate Radiometer (FPR). A kamera minden 352 másodpercben, 2000 négyzetmérföldről, 2 mérföldes felbontású képet készített. Napi 10 kép továbbítására volt képes. A világon 45 ország 400 fogadóállomása vette adását, köztük 26 amerikai egyetem, valamint 25 televíziós állomás .
1972. november 15-én 1726 nap (4,72 év) szolgálata után az űreszközt kikapcsolták.  2007. december 7-én belépett a légkörbe és megsemmisült.